# ブラックフライデー (買い物)
ブラックフライデー（英語: Black Friday）とは、アメリカ合衆国の感謝祭（11月の第4木曜日）の翌日の金曜日のことである。小売店などで大規模な安売りが実施される。
日本語では黒字の金曜日と訳される場合もある。

## アメリカ
アメリカ合衆国では、感謝祭（11月の第4木曜日）の翌日は正式な休暇日ではないが休暇を取ることが多く、感謝祭の在庫一掃セールを開始する日になっている。
この日は早朝や深夜0時から開店する店も多く、買い物客が殺到して小売店が繁盛することで知られ、特にアメリカの小売業界では1年で最も売り上げを見込める日とされている。また、年末商戦の幕開けを告げるイベントでもある。

### 由来
セールそのものは自然多発的に以前から行われていたが、当初は明確な名称はなかった。
1951年11月号の「Factory -Management and Maintenance-」では、感謝祭翌日は多くの労働者が体調不良などと偽って欠勤するために工場が計画通りに稼働できなくなる日として、ブラックフライデーと呼んだ。
また、1961年12月にフィラデルフィアの警察の交通班は、感謝祭翌日に買い物客が道にあふれて警察の仕事が増えるという嘲笑的な意味でブラックフライデーと呼んでいることを日刊紙イブニング・ブレティンで明らかにした。これが買い物ラッシュをブラックフライデーと呼んだ起源と考えられている。
これらがゆっくりと広まり、1975年11月29日にはニューヨークタイムズでも「ブラックフライデー」が使われるまで広まった。
しかしこの時点ではブラックフライデーにはネガティブな意味が強いため、小売店などはこの言葉に不快感を示して「ビッグフライデー」にしようと呼びかけたが、これは普及しなかった。その後、1981年にフィラデルフィアの地元新聞が「小売業者が儲かり黒字になる日」という前向きな解釈を発表してからは「ブラックフライデー」が良い意味で広く使われるようになった。

## 日本
日本でも11月は年末商戦を控えて売り上げが伸び悩むため、消費喚起を狙って、ブラックフライデーのセールが開催されるようになった。2018年頃には「年末需要の先食いになるだけ」との意見もあったが、2022年には「日本でも定着しつつある」と言われるようになった。
日本の場合、感謝祭に類似する祝日である勤労感謝の日（11月23日）にあわせて、あるいは冬物ニーズが高まる二十四節気の一つ・小雪（11月21日頃）にあわせて実施されることが多く、アメリカの「ブラックフライデー」よりも1週間程度早くに開催される。また、日本では「感謝祭の翌日」のような明確なスタートがないため、11月中旬頃から順次開始され、末日までの1週間から2週間程度の期間で開催されることも多い。
また対象商品は、ブラックフライデーの名前に掛けて、商品名や色、価格に「黒（クロ、96）」「金」が含まれるようにすることも多い。

### 実店舗でのブラックフライデーセールのはじまり
2014年に玩具量販店の日本トイザらスがブラックフライデーのセールを開催したものが日本で最初とされている。2015年には衣料品小売のGAPや自転車用品のバイチャリも開催した。2016年3月には日本経済団体連合会会長（当時）の榊原定征が石原伸晃経済財政・再生相との会談で、政府主導による個人消費喚起策としての「日本版ブラックフライデー」の導入を提起したことで認知度は高まり、同年には流通大手のイオンが開催し、日本でも根付き始めた。

### ECサイトでのブラックフライデーセールのはじまり
ECサイトでは、ブラックフライデーよりも先行してサイバーマンデーが2008年頃から上陸した。
ブラックフライデーの呼称を使ったセールは、2014年に貝印が自社オンラインストアで開催していち早く日本での市場を創出した。2015年からはQoo10やBUYMAなども加わった。前述のように政府主導の消費喚起策として提起された以降、2016年には流通大手のユニーのネット通販サイトのほか、アパレルではワールド、アメリカンイーグル、リーボックの各ECサイト、家電量販店ではエディオン、ジョーシン、ノジマの各ECサイトなど多数の企業が参加するようになる。2017年には楽天市場、2019年にはアマゾンジャパンなど、すでにサイバーマンデーを開催していた企業も、セールの名称を変更したり併用して開催するようになった。
なお、ノジマは2023年から「2016年に当社が日本で初めてブラックフライデーセールを始めた」と自称しているが、前述のとおりノジマが始める以前から開始している企業も複数ある。

### ブラックフライデー時期の物流問題
ブラックフライデーの時期はお歳暮シーズンとも重なり、物流量増加に伴い配送遅延が発生することもある。
2024年に公開されたサスペンス映画『ラストマイル』は、ショッピングサイトとブラックフライデーにまつわる物流の問題点をリアルに描いたと評され、同年のヒット作となっている。
2024年のブラックフライデー時期、Amazon.co.jpは「ドライバーさんにありがとうキャンペーン」を行い、利用者がアプリ上で感謝の言葉を入力すると、そのドライバーに500円がアマゾンジャパンから支払われるキャンペーンを開催した。

## 夏のブラックフライデー
2023年頃から「夏のブラックフライデー」と称するセールがアメリカや日本など各国で行われるようになった。毎年7月に開催されているAmazonの会員向けセール「プライムデー」に対抗する形で各社が行うようになったもので、「感謝祭」も「金曜日」も全く関係がなく、セール期間も1日限りではなく1週間程度開催される夏のセールである。
アメリカにおいては、新学期前の早めの必需品購入機会として定着しはじめている。
日本においては、2023年にトイザらス・ベビーザらスが実施し、2024年からはDELLが実施するなど、広がりつつある。